# Xã Norman, Quận Montgomery, Arkansas
Xã Norman (tiếng Anh: Norman Township) là một xã thuộc quận Montgomery, tiểu bang Arkansas, Hoa Kỳ. Năm 2010, dân số của xã này là 859 người.